# Darlin (canción de Avril Lavigne)
«Darlin» —en español: «Cariño»— es una canción interpretada por la cantautora canadiense Avril Lavigne. Fue escrita por ella y producida por Deryck Whibley, cantante y guitarrista de Sum 41. Fue incluida en su cuarto álbum de estudio Goodbye Lullaby, lanzado en 2011.

## Antecedentes
La canción fue escrita por Lavigne cuando tenía 15 años de edad, antes de firmar el contrato discográfico con Arista Records. Según la cantante, «Darlin» fue la segunda canción que escribió en su carrera; comentó que «Estaba tratando de descifrarlo todo [la música]. [Ésta canción] es muy especial para mí». [sic] También declaró: «Compuse esa canción en mi habitación, en Napanee, y cada vez que la escucho pienso en ese lugar. La escribí a los 15 años, por lo tanto, me trae recuerdos. También fue una de esas canciones que siempre estaba tocando con mis amigos». La canción fue producida por Deryck Whibley, exmarido de Lavigne y cantante de la banda canadiense Sum 41. El día que se conocieron, en 2002, Whibley tocó la canción para su banda y para ella. Ocho años después, en 2009, ambos grabaron la canción para incluirla en el cuarto álbum de estudio de la cantante.
En una entrevista con Avril Bandaids en 2009, Lavigne reveló el nombre de la canción y reiteró que su inclusión en su próximo álbum era segura. Aclaró que siempre quiso grabarla pero no se le había presentado la oportunidad; además comentó que ella es muy cercana a «Darlin» y que la inspiración para escribirla fue «alguien estimado por su corazón». Líricamente, la canción habla de un ser querido que está deprimido por algún problema personal.
Está escrita en la tonalidad do mayor y sigue la progresión armónica Do-fa-Lam-mi. Usa como instrumentos musicales una guitarra acústica y un piano.  Tiene una duración de tres minutos y 50 segundos. «Darlin» posee el estilo acústico y emocional que originalmente quería entregar Goodbye Lullaby. En la semana del lanzamiento del álbum, «Darlin» logró entrar al South Korea International Chart en la posición número 33, se mantuvo durante 6 semanas en dicha lista musical. El sitio Contactmusic.com describió a la canción como «un intento turgente por mostrar su escala de voz, por la cual Lavigne nunca ha sido reconocida».